# Евангелическая пятидесятническая церковь Чили
Евангелическая пятидесятническая церковь Чили (исп. Iglesia evangelica pentecostal) — одна из сотни пятидесятнических церквей в Чили. В середине 90-х годов объединяла 571 тыс. верующих и являлась второй (по численности) пятидесятнической деноминацией в стране. В настоящий момент церковь имеет филиалы в 19 странах Латинской Америки, Африки, Австралии и США.
Евангелическая пятидесятническая церковь относится к пятидесятникам двух духовных благословений.

## История
История церкви восходит к духовному движению в Чили в начале XX века и связана с именем её основателя — Уиллиса Коллинза Гувера (1856—1936). Гувер прибыл в Чили в 1889 году в качестве учителя в школе при методистской церкви. В 1902 году он становится пастором церкви методистов в Вальпараисо. В 1907 году жена Гувера получила письмо от своей одноклассницы и миссионерки в Индии — Минни Абрамс. К письму прилагалась книга «Крещение Духом Святым и огнём», написанная Абрамс в 1906 году и рассказывающая о пятидесятническом пробуждении в Индии.

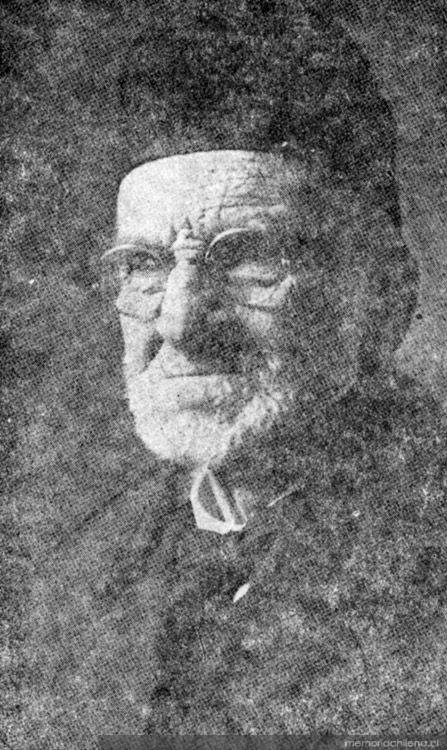
Уиллис Гувер

Благодаря письму Уиллис Гувер знакомится с пятидесятнической практикой крещения Духом Святым, а через два года сам переживает подобный духовный опыт. Из-за принятия пятидесятнических доктрин он был исключён из церкви и создаёт новую деноминацию — Методистскую пятидесятническую церковь (в 1909 году).
В 1933 году часть общин вышла из Методистской пятидесятнической церкви и создали Евангелическую пятидесятническую церковь Чили. Во главе церкви вновь был избран Уиллис Гувер, руководивший союзом вплоть до своей смерти в 1936 году.
Вторым суперинтендантом церкви был пастор Гильермо Кастильо Морага (в 1937—1949 годах). Его сменили Энрике Бернар (1949—1961), Мануэль Сальдивар (1961—1984), Хосе Сильва Арайя (1984—1989). С 1990 года церковью руководит Эдуардо Валенсия Мартинес.

## Вероучение и практика
Вероучение церкви, кратко сформулированное в восьми параграфах, отображает общехристианские догматы: веру в Троицу, веру в Иисуса Христа, веру в богодухновенность Библии. Восьмой параграф вероучения («оправдание верой») указывает на протестантские корни церкви, пятый параграф («вера в крещение Духом Святым») делает церковь частью пятидесятнического движения. Сохраняя методистское богословское наследие, церковь допускает крещение детей, причём сам обряд крещения происходит путём окропления водой.
Общины Евангелической пятидесятнической церкви весьма консервативны. Руководство церкви неоднократно выступало с критикой чилийского правительства, разрешившего гомосексуальные браки и аборты.
Церковь часто проводит евангелизационные богослужения на улицах, включающие пение гимнов и проповедь Евангелия. Церковная деятельность осуществляется на добровольные пожертвования прихожан.
Официальным печатным органом издания является ежемесячный журнал «Огонь Пятидесятницы».